# Haematopota rubida
Haematopota rubida är en tvåvingeart som beskrevs av Ricardo 1906. Haematopota rubida ingår i släktet Haematopota och familjen bromsar. Inga underarter finns listade i Catalogue of Life.